# Gleidorf (Wüstung)
Das alte Dorf Gleidorf, nicht zu verwechseln mit Gleidorf, ist ein wüst gefallener Ort im Raum Schmallenberg im Hochsauerlandkreis (Nordrhein-Westfalen).
Der Ort lag vermutlich oberhalb von Humboldinghausen im Gleierbachtal, in dem ehemaligen Flurteil in der Gleidorf. Der Ort wurde 1072 in der Gründungsurkunde des Klosters Grafschaft erwähnt. In den Jahren 1490 und 1515 wurden in den Messhafenregistern der Pfarrkirche Grafschaft mindestens fünf Höfe erwähnt, bevor der Ort wüst fiel. Um 1500 gehörten drei davon dem Kloster und einer wurde als der stadt guth erwähnt. Die Verödung der Siedlung setzte um 1450 ein; zum Ende des 15. Jahrhunderts wurden alle Höfe in Gleidorf von Bürgern aus Schmallenberg bewirtschaftet. Nach der Wüstfallung zersplitterten die Höfe; für drei Höfe wurden 1515 je zwei und für den vierten Hof drei Besitzer genannt. Mehrfach kam es danach zwischen dem Kloster und der Stadt Schmallenberg zu Streitigkeiten wegen der Ländereien. Nach einem Vergleich von 1527 sollten die in Schmallenberg wohnenden Gleidorfer Hövelinge, alle sieben Jahre die Höfe pachtweise gewinnen. Die Gemarkung Gleidorf wurde noch im 20. Jahrhundert von Schmallenberg aus bewirtschaftet. Das Kloster errichtete um 1800 in der Gleidorf ein Wohnhaus mit einem Rohstahlhammer.
Der Ort ist wie viele andere Orte im späten Mittelalter dem großen Wüstungsprozess zum Opfer gefallen. Es hat sich dabei wohl um einen schleichenden, langsamen Vorgang gehandelt.  Der Untergang dieser stadtnahen Siedlung ist vermutlich mit der Entwicklung des städtischen Mittelpunktes von Schmallenberg verbunden. Ein weiterer Grund waren Pestepidemien und das Bedürfnis der Bewohner, in der Stadt Schutz zu suchen.